# Paranoia (1967)
Paranoia is een Nederlandse film uit 1967 van de Nederlandse regisseur Adriaan Ditvoorst met in de hoofdrollen Kees van Eyck en Pamela Koevoets.
Het scenario voor de film is door Ditvoorst gebaseerd op de novelle Paranoia van W.F. Hermans uit 1948. De film werd gemaakt voor een bedrag van 150.000 gulden, maar bracht slechts 30.000 gulden op.

## Verhaal
Het verhaal gaat over een jongeman die als soldaat in het Nederlandse leger zit als de Tweede Wereldoorlog uitbreekt. De 5 dagen dat Nederland zich kan verdedigen tegen de Duitsers zijn veel te kort om in actie te komen: nog voordat de soldaat op zijn plaats van bestemming komt, krijgt hij te horen dat de strijd is afgelopen. De rest van de oorlog brengt hij als kluizenaar door.
Drie jaar na de oorlog woont hij samen met zijn vriendin op een zolderkamer in Amsterdam. Als hij op een dag in de krant leest dat een gevaarlijke SS'er nog steeds voortvluchtig is, beeldt hij zichzelf in dat hij die SS'er is.
De jongen gaat zich precies zo gedragen als de oorlogsmisdadiger en waant zich helemaal in diens leven. Omdat niemand hem op straat mag zien, zondert hij zich af van de rest van de buitenwereld. Dit gedrag wordt echter gadegeslagen door zijn vriendin en zijn huisbaas, die denken dat hij krankzinnig is. Het gedrag van de jongen wordt echter veroorzaakt door zijn oorlogstrauma: het gevoel dat hij niet kon vechten toen de Duitsers Nederland binnenvielen heeft hem een schuldcomplex bezorgd.
Als de jongen op een dag een pistool vindt, schiet hij zijn huisbaas en zijn vriendin dood, omdat zij hem konden verraden en uitleveren aan de politie. De jongen zoekt rust en vrijheid en besluit daarom uit 't raam te springen.

## Rolverdeling
| Acteur          | Personage       |
| --------------- | --------------- |
| Kees van Eyk    | Arnold Cleever  |
| Pamela Koevoets | Anna            |
| Rudolf Lucieer  | Reclametekenaar |
| Paul Murk       | Cleevers oom    |
| Mimi Kok        | Zijn maîtresse  |
| Ton Vos         | Anna's vader    |
| Rob du Mée      | Priester        |

## Achtergrond
Met Paranoia maakte Ditvoorst een psychologisch drama over de Tweede Wereldoorlog. Hoewel erg serieus, is de film toch doorspekt met zwarte humor. Zo zit er een scène in, waarin de buurman onder begeleiding van een Franse smartlap, ruzie maakt met zijn vrouw.
De film geeft ook een satirisch beeld van de rebelse jaren 60. Dit komt tot uiting in allerlei details van het verhaal, zo zit er een scène in waarin een demonstrerende provo tijdens zijn betoog door een auto wordt platgereden. De camera beweegt paniekerig heen en weer, veel schuine kaders en veel vreemde schaduwen. Het grachtenpand waarin de hoofdpersoon woont, lijkt op een spookkasteel en de zolderkamer heeft iets weg van een donker hol. De snelle openingsbeelden, die gefilmd zijn vanuit een rijdende trein, laten Amsterdam zien als grote, vreemde en anonieme stad.
In de slotscène schiet de hoofdpersoon zonder een spier te vertrekken de huisbaas en zijn vriendin neer. Hij legt heel rustig het pistool op het nachtkastje neer en loopt kalm, bewust, voorbereid en emotieloos naar het raam toe. Hij doet het raam open en stapt rustig naar buiten. Men hoort geen enkele schreeuw. Dit werd zo gefilmd: de camera staat van achteren en de kamer is donker, als de persoon het raam open doet komt er een gigantisch fel wit licht binnen: de persoon stapt een andere wereld van wit licht binnen en verdwijnt uit beeld.

## Productie
Ditvoorst had gekozen voor een verhaal van Willem Frederik Hermans omdat hij de schrijver zeer bewonderde. Toen Hermans echter op de set verscheen en zich wat al te intensief begon te bemoeien met de film, stond de verhouding tussen regisseur en schrijver al snel onder druk.
Gijs Versluys was de producent van de film. 